# Unser Song

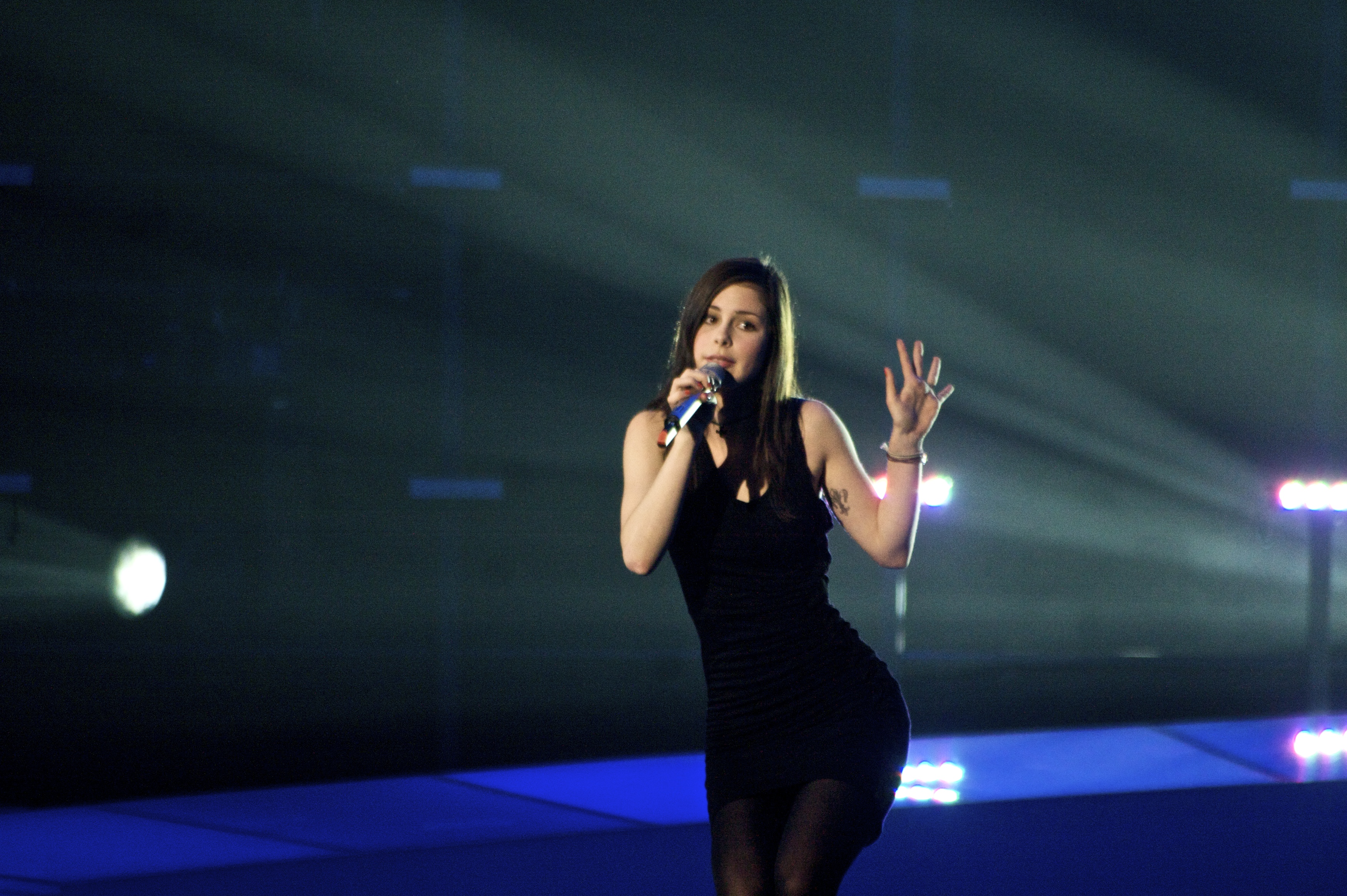
Lena Oslóban

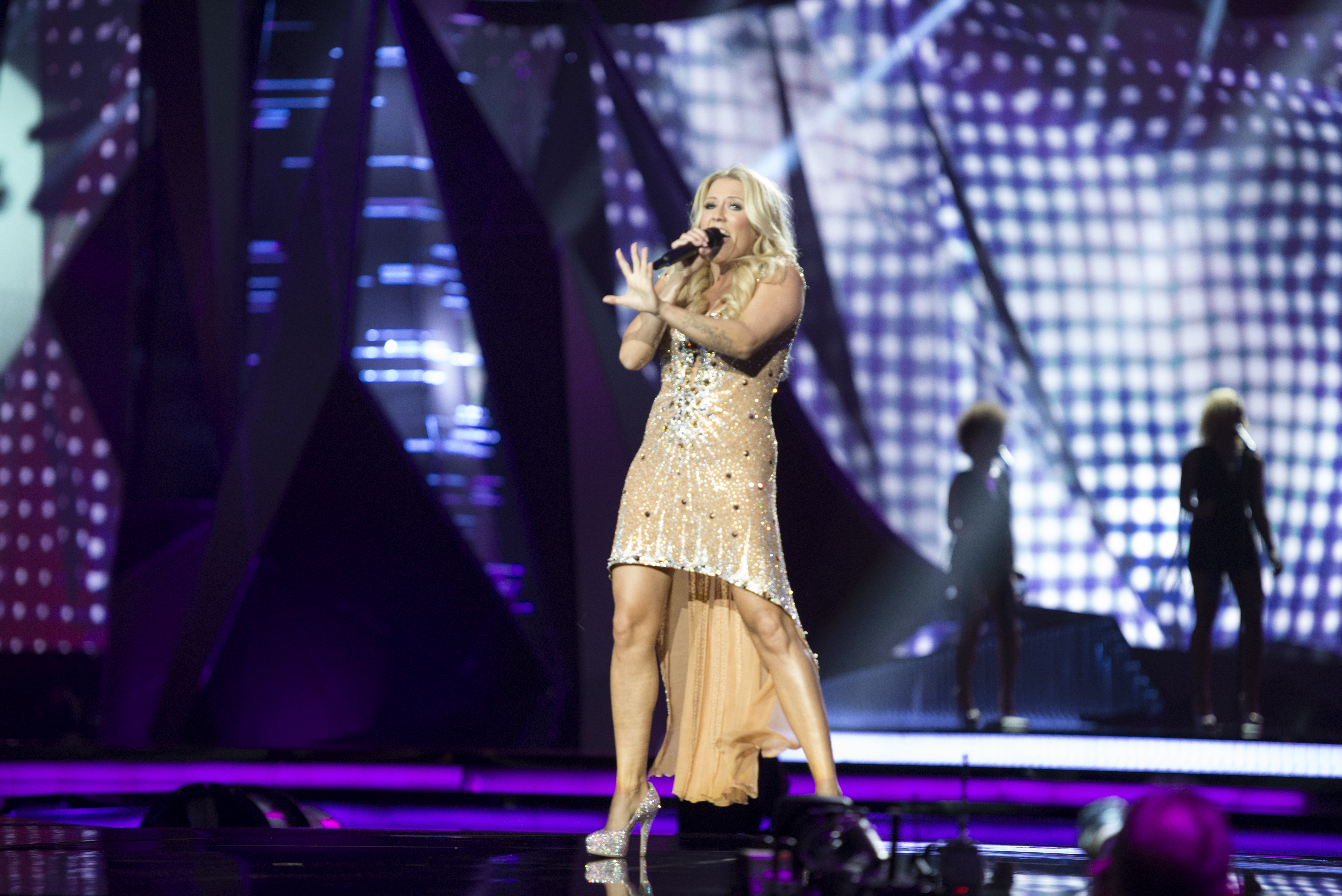
Natalie Horler, a Cascada énekese Malmőben

Az Unser Lied für... (régebben Unser Star für... vagy Unser Song für...) című műsor Németország nemzeti válogatója az Eurovíziós Dalfesztiválra 2010 óta. A verseny győztes képviselheti a dalfesztiválon Németországot. A versenyt a német köztelevízió és rádió az NDR és az ARD rendezi.
Németország eddig két alkalommal nyert az Eurovíziós Dalfesztiválon; először 1982-ben Nicole „Ein bißchen Frieden” című dalával, majd 2010-ben Lena jóvoltából, aki a „Satellite”-ot énekelte el Oslóban.
Először 1956-ban vettek részt a versenyen, és azóta is megszakítás nélkül neveztek indulót a dalfesztiválra. Az Unser Song für... (rendező város, vagy ország neve) című nemzeti válogatót 2010 óta használja a német köztelevízió, illetve rádió. 2010-ben és 2012-ben tehetségkutató formátumban új felfedezettet küldtek a nemzetközi színpadra, míg 2011-ben a műsor a Lenának rendezett dalválasztó volt, 2013 óta pedig a német zenei élet legnagyobb nevei vesznek részt rajta. Az első tehetségkutató–nemzeti döntő megszervezését a nagy német televíziósra, Stefan Raabra bízták. Nagy sikert ért el az új formátummal. Az első győztes, Lena lett, aki rögtön nagy hírnévre tett szert mind hazájában, mind egész Európában még az oslói fesztiválon aratott győzelme előtt. A „Satellite” című versenydalával több európai országban kimagasló eredményt ért el a rádiós lejátszási listákon; Magyarországon még mai napig is műsorra tűzik a legnagyobb adók az Eurovíziós győztes dalát.
2011-ben Stefan Raab úgy döntött, hogy nemzeti válogató nélkül ismét Lenát küldik a versenyre, hogy megvédje a győzelmét. Az Unser Song für Deutschland című műsorban a „Good News” című albumáról énekelt tizenkét dalt, melyek közül a „Taken by a Stranger”-t választották ki, hogy előadja a düsseldorfi aréna színpadán. Mint a házigazda versenyző, a tizedik helyet sikerült elérnie a huszonöt fős döntőben.
2012-ben már Thomas D rendezésében került képernyőre az Unser Star für Baku című tehetségkutató. A műsor újítása volt, hogy a telefonos szavazás állása folyamatosan figyelemmel követhető volt az egész műsor ideje alatt. Ez különösen izgalmas volt a döntő szuperfináléjában, amikor alig pár százalék döntött arról, hogy Ornella de Santis vagy Roman Lob legyen a műsorfolyam győztese. A szoros versenyben 51%-kal a „Standing Still” című dal győzött Roman Lob előadásában. Bakuban aztán az előkelő nyolcadik helyen végzett a fiatal előadó.
2013-ban egy egy döntős nemzeti válogató során dőlt el, hogy a tizenkét résztvevős Unser Song für Malmö című műsor győztese ki legyen. A rádiós zsűri, a helyszíni szakmai zsűri és a telefonos szavazatok alapján kialakított eredmény szerint a Cascada együttes hivatott képviselni Németországot a nemzetközi versenyen. A nagy elvárásokkal ellenben, és figyelembe véve, hogy a formáció világszerte elismert és ismert, mégis az eredménytábla utolsó negyedében végeztek a huszonegyedik helyen a „Glorious” című dallal.
2014-ben az előző évihez hasonló nemzeti döntő során választották ki Kölnben, hogy mi lesz a daluk Dániában. A nemzeti döntőt mindenki meglepetésére a sok nagy név közül egy új lányzenekar, az Elaiza nyerte. A koppenhágai versenyen a 18. helyen végeztek. 2015-ben folytatódott a sorozat és némi közjáték után Ann Sophie lett a német kiválasztott, aki a dalfesztivál döntőjében holtversenyben a rendező Ausztriával 0 ponttal az utolsó helyen zárt. A verseny után az énekesnő közösségi oldalán megosztott egy videót, amelyben a győztes Måns Zelmerlöv Heroes című dalának refrénjét énekli a Heroes helyezz Zeroes-al.
2016-ban Jamie-Lee Kriewitz nyerte a döntőt, aki a dalfesztiválon utolsóként végzett. A következő évben Levina egy hellyel feljebb csúszott a tabellán, ő utolsó előtti helyen zárta a versenyt. A folyamatos rossz eredmények után 2017-ben Michael Schulte a top 5 között végzett, You Let Me Walk Alone című dalai 340 pontot összegyűjtve a 4. helyezett lett. Az öröm viszont csak eddig tartott, hiszen a következő évben a S!sters utazott a dalfesztiválra, akik újra a ponttábla végén, mindössze 24. helyen végeztek. A nézői szavazás során 0 pontot kaptak.
2020-tól már nem rendeznek választóműsort, a német köztelevízió több fordulós belső kiválasztással jelöli ki indulójukat. A döntést a sorozatos rossz eredmények megszerzése után hozták meg.

## Évadok
| Műsor                                   | Kezdet            | Döntő             | Részek száma                                 | Győztes            | Dal                   | Eredmény az Eurovízión | Műsorvezetők                                      |
| --------------------------------------- | ----------------- | ----------------- | -------------------------------------------- | ------------------ | --------------------- | ---------------------- | ------------------------------------------------- |
| Unser Star für Oslo tehetségkutató      | 2010. február 2.  | 2010. március 12. | 8 5 válogató 1 középdöntő 1 elődöntő 1 döntő | Lena               | Satellite             | 1. hely, 246 pont      | Sabine Heinrich Matthias Opdenhövel               |
| Unser Song für Deutschland dalválasztó  | 2011. január 31.  | 2011. február 18. | 3 2 elődöntő 1 döntő                         | Lena               | Taken by a Stranger   | 10. hely, 107 pont     | Sabine Heinrich Matthias Opdenhövel               |
| Unser Star für Baku tehetségkutató      | 2012. január 12.  | 2012. február 16. | 8 5 válogató 1 középdöntő 1 elődöntő 1 döntő | Roman Lob          | Standing Still        | 8. hely, 110 pont      | Sandra Rieß (Das Erste) Steven Gätjen (ProSieben) |
| Unser Song für Malmö nemzeti döntő      | 2013. február 14. | 2013. február 14. | 1 1 döntő                                    | Cascada            | Glorious              | 21. hely, 18 pont      | Anke Engelke                                      |
| Unser Song für Dänemark nemzeti döntő   | 2014. március 13. | 2014. március 13. | 1 1 döntő                                    | Elaiza             | Is It Right           | 18. hely, 39 pont      | Barbara Schöneberger Janin Reinhardt              |
| Unser Song für Österreich nemzeti döntő | 2015. március 5.  | 2015. március 5.  | 1 1 döntő                                    | Andreas Kümmert    | Heart of Stone        | —                      | Barbara Schöneberger Janin Reinhardt              |
| Unser Lied für Stockholm nemzeti döntő  | 2016. február 25. | 2016. február 25. | 1 1 döntő                                    | Jamie-Lee Kriewitz | Ghost                 | 26. hely, 11 pont      | Barbara Schöneberger                              |
| Unser Song 2017 nemzeti döntő           | 2017. február 9.  | 2017. február 9.  | 1 1 döntő                                    | Levina             | Perfect Life          | 25. hely, 6 pont       | Barbara Schöneberger                              |
| Unser Lied für Lissabon nemzeti döntő   | 2018. február 22. | 2018. február 22. | 1 1 döntő                                    | Michael Schulte    | You Let Me Walk Alone | 4. hely, 340 pont      | Linda Zervakis Elton                              |
| Unser Lied für Israel nemzeti döntő     | 2019. február 22. | 2019. február 22. | 1 1 döntő                                    | S!sters            | Sister                | 25. hely, 24 pont      | Barbara Schöneberger Linda Zervakis               |
| Unser Lied für Liverpool nemzeti döntő  | 2023. március 3.  | 2023. március 3.  | 1 1 döntő                                    | Lord of the Lost   | Blood & Glitter       | 26. hely, 18 pont      | Barbara Schöneberger                              |

### Külső hivatkozások
- Unser Song für Dänemark (2014)